# Pléioné
Dans la mythologie grecque, Pléioné ou Pleïone ou Plêiónê (en grec ancien Πληϊόνη / Plêïónê) est une Océanide, fille d'Océan et de Téthys, et épouse d'Atlas. 

## Famille

### Ascendance
Ses parents sont les titans Océan et Téthys. Elle est l'une de leur multiples filles, les Océanides, généralement au nombre de trois mille, et a pour frères les Dieux-fleuve, eux aussi au nombre de trois mille. Ouranos (le Flot) et Gaïa (la Terre) sont ses grands-parents tant paternels que maternels.

### Descendance
Elle est la mère des Pléiades et de Calypso, ou d'Hyas et des Hyades, qu'elle conçut de son union avec le Titan Atlas. Certain mythes font plutôt d'Éthra la mère d'Hyas et des Hyades.